# آتسوشی ایتو (بازیکن فوتبال)
آتسوشی ایتو (ژاپنی: 伊藤 淳嗣؛ زادهٔ ۲۴ سپتامبر ۱۹۸۳) یک بازیکن فوتبال اهل ژاپن است.
از باشگاه‌هایی که در آن بازی کرده‌است می‌توان به باشگاه فوتبال جف یونایتد چیبا و باشگاه فوتبال توچیگی اشاره کرد.